# Айзенщат
Айзенщат (на немски: Eisenstadt – железен град, на унгарски: Kismarton; на словенски: Železna Kapla; на хърватски: Željezni grad) е град в Австрия, столицата на провинция Бургенланд. Градът има население от над 12 хиляди души (2006). По време на Хабсбургската монархия Айзенщат представлява седалище на унгарската благородническа фамилия Естерхази. Композиторът Йозеф Хайдн живее тук и работи като придворен капелмайстор. В града се провежда фестивал в негова чест (Haydnfestspiele).

## История
Археологически находки доказват, че областта около Айзенщат е населявана през Халщатския период. Келти и римляни се настаняват по-късно. По време на Великото преселение на народите областта е населявана от различни германски племена и хуните. Около 800 г., докато на власт е Карл Велики, започват заселвания от бавари.
През 1241 градът е разрушен от монголски нашественици. През 1373 градът става притежание на фамилия Канизсаи, които препострояват стените около града и изграждат крепост на мястото на сегашния замък между 1388 и 1392. През 1388 на Айзенщат се дава право да прави пазари от император Сигизмунд Люксембургски.
През 1445 Алберт VI от Австрия получава притежание над града. През 1451 г., Айзенщат е подарен на Фридрих III, император на Свещената римска империя, от Матиас Корвин в замяна на короната на Свети Стефан. Корвин си възвръща града чрез сила през 1482, но Максимилиан I отново го завзема през 1490 г. Той остава под властта на Хабсбургите до 1622 г. През 1529 и 1532 Османската империя завладява Айзенщат по пътя си към Виена. Завладян е от армията на Имре Тьокьоли през 1683 г. През 1704 отново е под властта на Хабсбургите. Пожари през 1589 и 1776 унищожават града.
През 1648 градът минава под властта на фамилия Естерхази. Тези унгарски принцове завинаги променят лицето на града поради активното си строителство особено на замъка Естерхази. Назначаването на Йозеф Хайдн като придворен капелмайстор поставя началото на културен подем в градската история. През 1809 Айзенщат бива окупиран от френски сили по време на Наполеоновите войни. През 1897 градът се свързва в железопътната мрежа.
До края на Първата световна война Айзенщат се намира в община Кисмартон в Кралство Унгария. През 1921, според Трианонския договор и Сен-Жерменския договор, той става част от Австрия. След 30 април 1925 г., Айзенщат е седалище на правителството на Бургенланд и следователно столица на провинцията. По време на Втората световна война градът бива тежко бомбардиран. През 1945 е превзет от Червената армия и остава под съветска окупация до 1955 г.

## Побратимени градове
- Бад Кисинген, Германия
- Колмар, Франция
- Сануки, Япония
- Линяно Сабиадоро, Италия
- Шопрон, Унгария